# Léonie Keingiaert de Gheluvelt
Léonie Charlotte Françoise Keingiaert de Gheluvelt, née le 7 août 1885 à Louvain et morte le 28 février 1966 à Courtrai, est une féministe et la première femme bourgmestre de Belgique, en l'occurrence de Geluveld, maintenant partie de Zonnebeke.

## Biographie

### Origines
Léonie Keingiaert de Gheluvelt est issue d'une famille anoblie en 1825, par Guillaume Ier, roi des Pays-Bas en la personne de Louis-Bruno (Oudezeele, 1760 - Ypres, 1847), ancien capitaine de l'armée espagnole. Le nom de Geluveld remonte aux seigneurs de Geluveld, une importante famille noble de la région depuis le XIIe siècle. Keingiaert renvoie à une ancienne famille éminente de la ville voisine d'Ypres.
Louis-Bruno est le petit-fils d'Albert Keingiaert qui a acheté le manoir Gheluvelt en 1737 et le fils du noble Albert Keingiaert, seigneur de Gheluvelt, Catsberghe, Eeckebeke et Handtdienst. Le nom de famille devient Keingiaert de Gheluvelt et la famille vit dans le château de Keingiaert à Geluveld.
À la mort de Louis-Bruno en 1847 et de son épouse Marie-Josephe-Colette, comtesse de Lens (Gand 1767 - Ypres 1835), le plus jeune de leurs sept enfants, François-Bruno (Ypres, 1808 - 1876), époux de Charlotte-Louise Buyse, devient le nouveau propriétaire du château. Il est bourgmestre de Geluveld pendant 34 ans. À sa mort, son fils Bruno-Gustave Keingiaert (1856-1903), époux d'Aline-Léonie Catteaux (Courtrai, 1863 - Monaco, 1940) devient le nouveau seigneur du château. Bruno et Aline Keingiaert de Gheluvelt n'ont qu'une seule enfant, Léonie-Charlotte-Françoise née en 1885. En 1903, Bruno Keingiaert de Gheluvelt meurt et sa veuve se remarie avec Henri Caignaert de Sausey, de Coulommiers.

### Le château Keingiaert de Gheluvelt
Le château de la famille Keingiaert de Gheluvelt est situé dans un parc de 6 hectares, comprenant un étang alimenté par l'eau du ruisseau Scherria. La bascule de la guilde locale des archers Saint-Sébastien, fondée en 1836 se trouve également là. La plus grande partie du village, ainsi que quatre fermes, un moulin et des bois. Avant la guerre, une douzaine de villageois sont employés en permanence au château.  

### La Première Guerre mondiale
En octobre 1914, la Première Guerre mondiale met en fuite des habitants de Geluveld, vers la France pour la plupart. Les châtelains se replient à Monte-Carlo où ils possèdent des propriétés.
Le même mois, le moulin du château de la commune est mis en pièces par le 16e régiment d'infanterie bavaroise. Au cours des quatre années qui suivirent, la commune et  le château sont complètement effacés de la carte. 
Léonie Keingiaert de Gheluvelt revient à Geluveld dès l'été 1919. Elle loge chez la famille Vuylsteke à Geluwe et fait ériger une maisonnette le long de la rue Menen, dans laquelle elle emménage en mai 1920.
Elle installe des fours de campagne le long de la rue Beselare (à l'emplacement actuel du terrain de football) pour la production de briques afin de reconstruire le village. L'eau est pompée dans l'étang du château.
En 1926, elle confie la reconstruction du château à l'entrepreneur Omer Bouckenooghe, de Geluveld . Le nouveau château, construit avec les briques des fours à briques, en partie sur les fondations d'avant-guerre, est une copie améliorée de l'ancien, mais il a maintenant  neuf baies et trois étages car le sous-sol est en partie hors sol Le premier étage et le grenier n'ont jamais été terminés. Seules six pièces ont été achevées, les autres sont brutes et inachevées. Léonie Keingiaert de Gheluvelt y emménage en 1932. En 1925, elle achète un ancien moulin à grain à Watou et le fait remonter à l'emplacement de l'ancien moulin. Le moulin ne fonctionne que quels années, faute de rentabilité. Tombé en vétusté, il est démonté en 1992 et conservé par la commune.

### Carrière politique
Après l'adoption de la loi le 27 août 1921 autorisant les femmes à exercer les fonctions de bourgmestre et d'échevine en Belgique, Léonie Keingiaert de Gheluvelt devient l'une des quatre premières femmes bourgmestres du pays le 21 septembre 1921 à l'âge de 36 ans. Il n'y a pas eu d'élections car la liste qu'elle a soumise est la seule présentée cette année-là. Le premier ministre de l'époque, Henry Carton de Wiart, vient lui-même à Geluveld pour la féliciter.
Une polémique avec le père E.H. M. Delrue  à propos  de la reconstruction de l'église et une dispute avec un agriculteur sur l'acquisition d'une maison conduisent à des désaccords locaux. Geluveld est divisé en deux camps: le camp libéral-belge du maire et un camp catholique-flamand. (vrt.be) Soit, le château contre l'église,…
Elle parle également de la langue lorsqu'elle recrute un employé wallon néerlandais non expert, venu vivre dans le château[pas clair].
Le pasteur réussit à créer une alliance contre elle aux élections suivantes, en octobre 1926, sous le nom de « Herleving » (« Renaissance »). Elle perd l'élection par cinq sièges contre quatre et se retrouve dans l'opposition. Le directeur d'école Pieter Hoorens devient bourgmestre mais ne réussit pas à maintenir l'unité parmi ses partisans. En conséquence, Léonie Keingiaert de Gheluvelt gagne les élections suivantes en 1932 avec sept sièges sur neuf et redevient ainsi bourgmestre. Elle perd à nouveau aux élections d'octobre 1938 et reste dans l'opposition jusqu'en 1952. Elle participe aux élections de 1959 à 1965 et devient échevine des finances et de l'éducation,.
Les campagnes électorales sont mouvementées, souvent avec des accusations mutuelles de corruption et de blâme personnel. "La politique municipale de Geluveld a toujours été épicée de haine, d'attaques personnelles blessantes, de soupçons à la limite des querelles intolérables et familiales et personnelles qui se sont disputées à la pointe", déclare l'historien local Willy Geldhof. 

### Bienfaisance
Léonie Keingiaert de Gheluvelt fait tout son possible pour rester populaire et agit comme la bienfaitrice de Geluveld. Le jour de la Saint-Martin, elle reçoit tous les enfants de la commune à son château et leur distribue des rafraîchissements. Elle paye pour les tenues de fête des communiants des familles pauvres. Elle fait don d'un terrain de football à l'équipe locale de football Blue Star et est également une bienfaitrice de la Guilde de Saint-Sébastien. Elle dote l'église d'un autel, d'un orgue et de la grosse cloche et soutient de nombreuses associations.
Entre les deux guerres mondiales, elle contribue au magazine féministe Le Féminisme chrétien de Belgique.
Pendant la Seconde Guerre mondiale, elle s'enfuit à Monte Carlo avec sa mère Aline Catteau et son beau-père Henri Caignaert de Sausey. Les soldats allemands sont  cantonnés dans le château et le parc devient un parking pour les véhicules militaires et les armes à feu.
Elle meurt à l'hôpital à Courtrai, le 28 février 1966 à l'âge de 80 ans. 
Par testament (25 mars 1963), elle fait don de tous les biens immobiliers et mobiliers qu'elle possédait en Belgique à l'Association de la noblesse du Royaume de Belgique (Vereniging van de Belgische Adel) qui restaure le château et le propose en location à ses membres. Cependant, le château ne sera jamais loué car le domaine rencontre des difficultés en raison de l'expropriation pour la construction d'une autoroute et des coûts élevés d'entretien du château. En 1999, l'association vend le château à l'industriel Koen Deprez-Moulin.
Les maisons autour de la place du marché de Geluveld et les fermes appartenant à Léonie Keingiaert de Gheluvelt sont vendues à un prix raisonnable, généralement à leurs occupants.
« En tant que femme en politique, elle est peut-être née bien trop tôt pour faire vivre ses idées féministes dans la communauté villageoise d'alors » ( Willy Geldhof)

## Fonds Keingiaert de Gheluvelt[réf.souhaitée]
Avec le produit des biens vendus, l'Association de la noblesse du Royaume de Belgique fonde, en 2001, un fonds au nom de Léonie Keingiaert pour garder sa mémoire vivante. L'objectif est d'attribuer un prix en espèces aux membres de la noblesse belge qui pratiquent des formes concrètes de service social. Depuis sa création jusqu'en 2020, 54 prix ont été décernés.

## Centenaire
2021 marque le centenaire de la nomination de Léonie Keingiaert comme bourgmestre de la commune de Geluveld. Une biographie de Léonie Keingiaert, basé sur l'exploitation des archives du château, par Karen Derycke et Lee Ingelbrecht, est en cours de publication.
Une exposition est organisée par le Memorial museum Passchendaele 1917 sur l'émancipation des femmes après la Première Guerre mondiale avec  Léonie Keingiaert de Gheluvelt, comme personnalité centrale, Vrouwen gooien zich in de strijd (les femmes se jettent dans la bataille)’.
Le comité du centenaire souhaite également que la commune donne le nom de Léonie Keingiaert de Gheluvelt à une rue.